# Rec (manga)
Rec (レック?) è un manga scritto e disegnato da Q-Tarou Hanamizawa che ha come protagonista un'aspirante doppiatrice. Nel 2006 dal fumetto è stato tratto un anime di 9 episodi da 12 minuti l'uno e un OAV.

## Trama
Fumihiko Matsumaru sta aspettando una ragazza davanti al cinema dove proiettano Vacanze romane. Quando finalmente capisce che chi stava aspettando non sarebbe più arrivata sta per gettare i biglietti quando Aka, una ragazza sconosciuta sopraggiunta in quel momento lo convince a vedere il film con lei.
Durante il film, si accorge però che la ragazza sta leggendo i sottotitoli ad alta voce, e lei durante la cena che segue il film gli spiega che è una doppiatrice alle prime armi.
Quando accompagna Aka a casa, Fumihiko Matsumaru scopre che lei abita nello stesso suo quartiere, e dal momento che proprio quella notte nell'appartamento della ragazza si sviluppa un incendio, lui si offre di ospitarla a casa sua.
Il giorno dopo al lavoro Fumihiko scopre che Aka avrebbe collaborato con lui doppiando un personaggio della sua campagna pubblicitaria su cui stava lavorando. Per evitare problemi i due decidono di nascondere la loro relazione ai superiori anche se Aka è convinta che il fatto di essere andati a letto assieme una sola volta non li ha fatti diventare una vera coppia.

### Personaggi Principali
Fumihiko Matsumaru (松丸 文彦?, Matsumaru Fumihiko)
Voce dI Makoto Yasumura
Un ragazzo di 26 anni che lavora nel dipartimento marketing di una compagnia che produce snack. Anche se cerca sempre di proporre nuove trovate pubblicitarie, non riesce mai a farsele approvare dai superiori, ma finalmente Il suo ultimo progetto, Nekoki, viene selezionato come mascotte di uno snack chiamato Ha (は?, foglia).
Aka Onda (恩田赤?, Onda Aka)
Voce di Kanako Sakai
Un'aspirante doppiatrice di 20 anni. Dopo che il suo appartamento prende fuoco inizia a vivere con Mastumaru. Anche se la prima notte che incontra Mastumaru va a letto con lui, dopo gli dirà che vuole essere soltanto sua amica.

## Anime
Il manga è stato adattato in un anime dalla Shaft in nove episodi da dodici minuti ciascuno, trasmessi in Giappone tra il 2 febbraio e il 30 marzo 2006; in seguito è stato prodotto anche un OAV.

### Sigle
Sigla iniziale
- Cheer!~Makka na kimochi~ (Cheer!～まっかなキモチ～?), testo di Hiiro Misaki, musica di Kōhei Koyama, cantata da Kanako Sakai.

Sigla finale
- Devotion, testo, musica e arrangiamento di a.k.a.dRESS (ave;new), suonata dai BRACE;d.

### Episodi
| Nº  | Giapponese 「Kanji」 - Rōmaji                      | In onda          | In onda |
| Nº  | Giapponese 「Kanji」 - Rōmaji                      | Giapponese       |         |
| 1   | 「ローマの休日」 - ROMA no Kyūjitsu                | 2 febbraio 2006  |         |
| 2   | 「麗しのサブリナ」 - Uruwashi no saburina          | 9 febbraio 2006  |         |
| 3   | 「暗くなるまで待って」 - Kuraku narumade matte     | 16 febbraio 2006 |         |
| 4   | 「ティファニーで朝食を」 - Teifanii de chōshoku wo | 23 febbraio 2006 |         |
| 5   | 「昼下がりの情事」 - Hirusagari no jōji            | 2 marzo 2006     |         |
| 6   | 「噂の二人」 - Uwasa no Futari                     | 9 marzo 2006     |         |
| 7   | 「戦争と平和」 - Sensō to Heiwa                    | 16 marzo 2006    |         |
| OAV | 「許されざる者」 - Yurusarezaru Mono               | solo su DVD      |         |
| 8   | 「マイ・フェア・レディ」 - Mai fea redei           | 23 marzo 2006    |         |
| 9   | 「いつも２人で」 - Itsumo Futari de                | 30 marzo 2006    |         |

## Videogioco
Nel novembre 2006 la Idea Factory ha pubblicato un gioco basato su REC chiamato Rec: Doki Doki Seiyū Paradise.
È una visual novel dove il giocatore assume il ruolo di Fumihiko Matsumaru direttore di un nuovo progetto televisivo. L'obbiettivo del gioco è scegliere chi sarà la doppiatrice per il progetto, creare relazioni e sviluppare campagne pubblicitarie.